# Lasiochira taiwanensis
Lasiochira taiwanensis is een vlinder uit de familie sikkelmotten (Oecophoridae). De wetenschappelijke naam van de soort is voor het eerst geldig gepubliceerd in 2014 door A.H. Yin, Shu-xia Wang & Kyu-Tek Park.

## Type
- holotype: "male, 8.VII.1996, leg. K.T. Park et J.S. Lee. genitalia slide No. YAH13045"
- instituut: KNA, Seoul, Korea
- typelocatie: "Taiwan, Taichung County, Taroko National Park, Kukuan, 720 m"